# Диффузный токсический зоб
Диффу́зный токси́ческий зоб (синонимы: болезнь Грейвса, Базедова болезнь, гипертиреоз, болезнь Перри, болезнь Флаяни) — аутоиммунное заболевание, обусловленное избыточной секрецией тиреоидных гормонов диффузной тканью щитовидной железы, которая приводит к отравлению этими гормонами — тиреотоксикозу. Чаще наблюдается у женщин. 

## Этиология
В настоящее время диффузный токсический зоб рассматривается как наследственное аутоиммунное заболевание, которое передаётся многофакторным (полигенным) путём. Факторы, провоцирующие развитие заболевания: психические травмы, нервные перенапряжения, возрастные перестройки деятельности желёз внутренней секреции, инфекционно-воспалительные заболевания, черепно-мозговые травмы, заболевания носоглотки.

## Распространённость
У женщин заболевание встречается в 8 раз чаще, чем у мужчин. С наибольшей вероятностью развивается между 30 и 50 годами, однако не является редкостью у подростков и молодых людей, а также у женщин в период беременности и менопаузы. Встречается и у людей старше 50 лет. Существует значительная семейная предрасположенность, что привело исследователей к предположению, что в развитии болезни может играть роль генетический компонент. На данный момент не найдено никакого единого для всех больных диффузным токсическим зобом генетического дефекта, который бы указывал на моногенетическую природу болезни. Предположительно в развитии болезни играет роль сложный комплекс нескольких генов в сочетании с ещё не выявленными факторами внешней среды.

## Симптомы

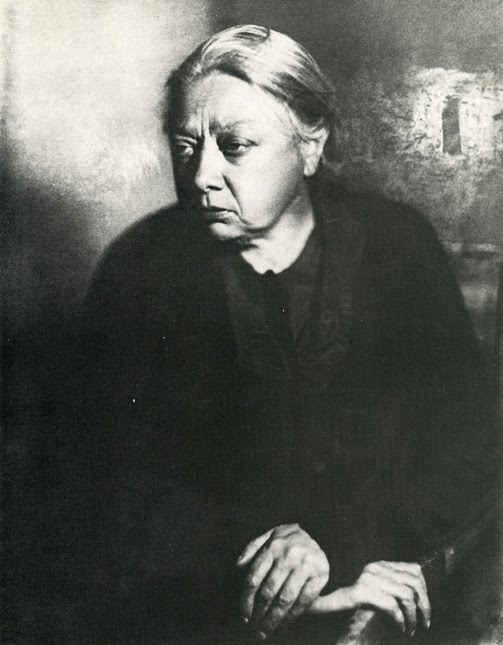
В числе известных личностей из России, страдавших базедовой болезнью, была Надежда Крупская

Диффузный токсический зоб характеризуется триадой — гипертиреоидизм, зоб и экзофтальм (выпученные глаза).
Вследствие того, что гормоны щитовидной железы имеют множество физиологических функций, болезнь имеет многообразные клинические проявления, а именно:
- Сердечные: аритмия (в особенности фибрилляция предсердий), тахикардия (учащённое сердцебиение), экстрасистолия, систолическая артериальная гипертензия, повышенное пульсовое давление (разность между систолическим и диастолическим давлением), хроническая сердечная недостаточность с периферическими отёками, асцитом, анасаркой.
- Эндокринные: похудение, потеря веса несмотря на повышенный аппетит, непереносимость жары, повышенный основной обмен. У пременопаузальных женщин может наблюдаться уменьшение количества и частоты месячных (олигоменорея) вплоть до полной аменореи.
- Дерматологические: повышенная потливость, тироидная акропахия (специфические изменения ногтей), онихолиз (разрушение ногтей), эритема, отёки на ногах (претибиальная микседема у 3-5 % пациентов с базедовой болезнью, не следует путать с микседемой при гипотиреозе).
- Неврологические: тремор (особенно заметный при вытянутых на весу руках), слабость, головная боль, проксимальная миопатия (трудность вставания со стула или с корточек), беспокойство, тревога, бессонница, гиперактивность сухожильных рефлексов.
- Гастроинтестинальные: диарея (понос) часто, тошнота и рвота (сравнительно редко).
- Офтальмологические: так называемая «тироидная болезнь глаз», характерная для болезни Базедова, включает в себя следующие симптомы: экзофтальм, 
  - симптом Крауса — усиленный блеск глаз,
  - симптом Штельвага — редкое мигание,
  - симптом Грефе — отставание верхнего века от края радужки при взгляде вниз,
  - симптом Кохера — отставание глазного яблока от движения верхнего века при взгляде вверх,
  - симптом Елинека — гиперпигментация вокруг глаз,
  - симптом Дальримпля — расширение глазной щели,
  - симптом Розенбаха — тремор век при неплотно закрытых глазах,
  - симптом Мебиуса — нарушение конвергенции,
  - симптом Жоффруа — отсутствие наморщивания при взгляде вверх, а также подъём верхнего века, опущение (зияние) нижнего века, периорбитальный отек и разрастание периорбитальных тканей.
  - Дефекты полей зрения и повышенное внутриглазное давление, боль в глазах и даже полная слепота могут быть результатом сдавления отечными периорбитальными тканями глазного нерва или глазного яблока. Пациент может также высказывать жалобы на сухость и ощущение песка в глазах или хронический конъюнктивит вследствие неполного смыкания век.
- Стоматологические: множественный кариес, пародонтоз (редко).
- Особую опасность для жизни представляет тиреотоксический криз.

При прогрессировании болезни развиваются тяжелые поражения сердца, печени, половых желёз. 

## Лечение

### Консервативное фармакологическое лечение
Основным средством консервативного лечения являются препараты мерказолил и метилтиоурацил (либо пропилтиоурацил). Суточная доза мерказолила составляет 30-40 мг, иногда при очень больших размерах зоба и тяжелом течении тиреотоксикоза она может достигать 60-80 мг. Поддерживающая суточная доза мерказолила обычно составляет 10-15 мг. Препарат принимают непрерывно в течение 1/2-2 лет. Снижение дозы мерказолила строго индивидуально, его проводят, ориентируясь на признаки устранения тиреотоксикоза: стабилизацию пульса (70-80 ударов в минуту), увеличение массы тела, исчезновение тремора и потливости, нормализацию пульсового давления. Необходимо каждые 10-14 дней проводить клинический анализ крови (при поддерживающей терапии мерказолилом — 1 раз в месяц). В дополнение к антитиреоидным средствам применяются β-адреноблокаторы, глюкокортикоиды, седативные средства, препараты калия.
Лечение тиреоидной офтальмопатии: тепротумумаб.

### Радиойодтерапия
Радиойодтерапия (РЙТ) — это один из современных методов лечения диффузного токсического зоба и других заболеваний щитовидной железы. В ходе лечения радиоактивный йод (изотоп I-131) вводится в организм в виде желатиновых капсул перорально (в редких случаях используется жидкий раствор I-131, более часто в России). Радиоактивный йод, накапливающийся в клетках щитовидной железы, подвергает бета- и гамма- излучению всю железу. При этом уничтожаются клетки железы и опухолевые клетки, распространившиеся за её пределы. Проведение радиойодтерапии подразумевает обязательную госпитализацию в специализированное отделение.

### Хирургическое лечение
Абсолютными показаниями для оперативного лечения служат аллергические реакции или стойкое снижение лейкоцитов, отмечаемые при консервативном лечении, большие размеры зоба (увеличение щитовидной железы выше III степени), нарушения ритма сердечных сокращений по типу мерцательной аритмии с симптомами сердечно-сосудистой недостаточности, выраженный зобогенный эффект мерказолила.
Операция проводится только при достижении состояния медикаментозной компенсации, так как в противном случае в раннем послеоперационном периоде может развиться тиреотоксический криз.

### Особенности лечения у беременных
Особого внимания заслуживает проблема лечения у беременных из-за возможного влияния антитиреоидных антител на плод в результате их трансплацентарного переноса и аналогичного влияния лекарств. Все это заставляет рекомендовать женщинам предохранение от беременности. Если беременность наступила, то предпочтение отдается препарату пропилтиоурацилу.

## Прогноз
Прогноз при правильном и своевременном лечении благоприятный, однако после оперативного лечения возможно развитие послеоперационного гипотиреоза. Больным следует избегать инсоляции. Недопустимы злоупотребления йодсодержащими лекарственными средствами и пищевыми продуктами, богатыми йодом.